# Phytocoris varipes
Phytocoris varipes is een wants uit de familie van de blindwantsen (Miridae). De soort werd  door Carl Linnaeus vermeld in zijn Systema naturae uit 1758.

## Uiterlijk
De wants heeft een bruinrode tekening, is langvleugelig (macropteer) en kan 6 tot 7,5 mm lang worden. De voorvleugels zijn onregelmatig roodbruin gevlekt, het uiteinde van het verharde deel van de vleugels (cuneus) is geel met erboven een vierhoekige vlek. Het halsschild heeft een bruine band op de achterkant. Vaak lopen er twee roodachtige strepen in de lengte over de kop en het halsschild. Het kleurloos doorzichtige deel van de voorvleugels heeft grijze vlekjes. Het eerste segment van de lichte antennes is vaak bruin gevlekt. De haartjes op het eerste segment zijn korter dan de dikte van dit segment. Soms hebben het tweede en derde segment een lichte ring. De opvallend lange pootjes zijn geel of wit met roodbruin gevlekte dijen. Phytocoris varipes lijkt erg veel op Phytocoris insignis. Alleen onderzoek van de mannelijke genitaliën kan uitsluitsel geven over welke soort het gaat.

## Leefwijze
De soort overwintert als eitje en er is een enkele generatie per jaar. Van juni tot oktober kunnen de volwassen wantsen aangetroffen worden in gras en kruidenrijke, droge gebieden op diverse kruiden zoals bijvoorbeeld brem (Cytisus scoparius), knoopkruid (Centaurea jacea), dravik (Bromus), reukloze kamille (Tripleurospermum maritimum), walstro (Galium) en zuring (Rumex). De zuigen aan de bloeiwijzen en onrijpe zaden van de planten maar jagen ook op kleine insecten.

## Leefgebied
De wants komt veel voor in Nederland. Het verspreidingsgebied is Palearctisch, van Europa tot de Kaukasus in Azië. De soort is geïntroduceerd in Noord-Amerika.